# Un monsieur qui pose
Un monsieur qui pose est un vaudeville en 1 acte d'Eugène Labiche, représenté pour la 1re fois à Paris au Théâtre des Folies-Dramatiques le 6 février 1849.
- Collaborateurs Auguste Lefranc et Philippe de Marville.
- Cette pièce n'a pas été imprimée.